# Thryophilus sernai
Thryophilus sernai é uma espécie de ave da família Troglodytidae endêmica da Colômbia. É encontrada apenas nas vizinhanças do vale do rio Cauca em Antioquia. A espécie, descrita em 2012, foi batizada em homenagem ao naturalista Marco Antonio Serna (1936-1991), de San Vicente Ferrer.